# IC 2318
IC 2318 ist ein Stern im Sternbild Krebs auf der Ekliptik, die der Astronom Max Wolf am 13. Februar 1901 fälschlich als IC-Objekt beschrieb.